# Magyar népdalok énekhangra és zongorára (Bartók)
A Magyar népdalok énekhangra és zongorára Bartók Béla által feldolgozott magyar népdalok gyűjteménye.
Külföldön jobban ismerik a dalok énekhang nélküli feldolgozásait (hegedűre és zongorára vagy csak zongorára).
Az egyik dalt, az Elindultam szép hazámból-t a közönség énekelte el Bartóknak 1940 októberében, kivándorlása előtti zeneakadémiai búcsúkoncertje végén.

## A dalok listája
- Magyar népdalok (I. sorozat), 1–4. szám énekhangra és zongorára (c.1904–1905). (BB 37 / Sz 29 / W –)
  1. Lekaszálták már a rétet
  2. Add reám csókodat, el kell mennem
  3. Fehér László lovat lopott
  4. Az egri ménes mind szürke

- Magyar népdalok énekhangra és zongorára (1906); 1–10. szám: Bartók Béla (BB 42 / Sz 33 / W 13), 11–20. szám: Kodály Zoltán.

Bartók öt darabot 1928-ban újraírt (BB 97).
- Magyar népdalok (II. füzet) énekhangra és zongorára (1–10. szám) (1906–1907) (BB 43 / Sz 33a / W –)
- Két magyar népdal énekhangra és zongorára (1907) (BB 44 / Sz 33b / W –)
  1. Édesanyám rózsafája
  2. Túl vagy rózsám, túl vagy a Málnás erdején

- Nyolc magyar népdal énekhangra és zongorára (1–5. szám: 1907; 6–8. szám: 1917) (BB 47 / Sz 64 / W 17)
  1. Fekete főd, fehér az én zsebkendőm
  2. Istenem, Istenem, áraszd meg a vizet
  3. Asszonyok, asszonyok, had’ legyek társatok
  4. Annyi bánat a szívemen
  5. Ha kimegyek arr’ a magos tetőre
  6. Töltik a nagyerdő útját
  7. Eddig való dolgom a tavaszi szántás
  8. Olvad a hó, csárdás kis angyalom

- Húsz magyar népdal énekhangra és zongorára I–IV. kötet (1929) (BB 98 / Sz 92 / W 64)

Bartók 1933-ban öt dalt átdolgozott. Öt magyar népdal énekhangra és zenekarra (BB 108 / Sz 101 / W 64): 1, 2, 11, 14 és 12.

## Kapcsolódó lapok
- Bartók Béla műveinek listája

## Fordítás
- Ez a szócikk részben vagy egészben  a   Hungarian folksongs for voice and piano (Bartók) című angol Wikipédia-szócikk fordításán alapul.  Az eredeti cikk szerkesztőit annak laptörténete sorolja fel. Ez a jelzés csupán a megfogalmazás eredetét és a szerzői jogokat jelzi, nem szolgál a cikkben szereplő információk forrásmegjelöléseként.